# Atletica leggera ai Giochi della XXIX Olimpiade - Salto in lungo maschile

Video della Finale

Ai Giochi della XXIX Olimpiade, tenutisi a Pechino nel 2008, la competizione del salto in lungo maschile si è svolta il 16 e il 18 agosto presso lo Stadio nazionale di Pechino.

## Presenze ed assenze dei campioni in carica
| Competizione         | Atleta            | Prestazione | Pechino 2008 |
| -------------------- | ----------------- | ----------- | ------------ |
| Olimpiadi 2004       | Dwight Phillips   | 8,59 m      | Presente     |
| Commonwealth 2006    | Ignisious Gaisah  | 8,20 m      | Assente      |
| Europei 2006         | Andrew Howe       | 8,20 m      | Presente     |
| Coppa del mondo 2006 | Irving Saladino   | 8,26 m      | Presente     |
| Asiatici 2006        | Hussein Al-Sabee  | 8,02 m      | Presente     |
| Panamericani 2007    | Irving Saladino   | 8,28 m      | Presente     |
| Africani 2007        | Gable Garenamotse | 8,08 m      | Presente     |
| Mondiali 2007        | Irving Saladino   | 8,57 m      | Presente     |
|                      |                   |             |              |
| Mondiali junior 2014 | Andrew Howe       | 8,11 m      | Presente     |

1. ↑  Sotto la bandiera di Panama.

## Gara
I tre americani non superano gli otto metri in Qualificazione. Per la prima volta nella storia olimpica della specialità, la Finale sarà senza atleti USA. Anche il vicecampione mondiale Andrew Howe è fuori con 7,81. La misura migliore è del greco Loúis Tsátoumas con 8,27.
In finale il greco, forse sopraffatto dall'emozione, infila una serie di tre nulli ed esce di gara. Anche il favorito, Irving Saladino (Panama), fa un nullo alla prima prova; sorride invece Ngonidzashe Makusha (Zimbabwe) che si porta in testa con 8,19. Al secondo turno Saladino si avvicina alla testa della gara con 8,17; il panamense prende il comando alla terza prova con 8,21. Il quarto turno è decisivo per la vittoria: Khotso Mokoena (Sud Africa) sale in testa con 8,24, ma Saladino gli risponde con 8,34. I due non si migliorano nei due salti finali. All'ultimo turno il cubano Ibrahim Camejo soffia il terzo posto a Makusha con una zampata a 8,20.
Saladino è il primo panamense a vincere una medaglia d'oro alle Olimpiadi in tutti gli sport.

## Classifica finale
| Primatista mondiale   | 8,95 | Mike Powell     | Ritir. 1997 |
| Primatista stagionale | 8,73 | Irving Saladino | Presente    |

1. ↑  Record stabilito nel 1991.
2. ↑  Alla data del 1º agosto 2008.

| Pos     | Paese e Atleta         | Ordine di salto | 1ª prova | 2ª prova | 3ª prova | 4ª prova | 5ª prova | 6ª prova | Misura | Note |
| ------- | ---------------------- | --------------- | -------- | -------- | -------- | -------- | -------- | -------- | ------ | ---- |
| Oro     | Irving Saladino        | 5               | x        | 8,17     | 8,21     | 8,34     | x        | x        | 8,34   |      |
| Argento | Godfrey K. Mokoena     | 8               | 7,86     | x        | 8,02     | 8,24     | x        | x        | 8,24   |      |
| Bronzo  | Ibrahim Camejo         | 9               | 7,94     | 8,09     | 8,08     | 7,88     | 7,93     | 8,20     | 8,20   |      |
| 4       | Ngonidzashe Makusha    | 11              | 8,19     | 8,06     | 8,05     | 8,10     | 8,05     | 6,48     | 8,19   |      |
| 5       | Wilfredo Martínez      | 6               | 7,60     | 7,90     | x        | 8,04     | x        | 8,19     | 8,19   |      |
| 6       | Ndiss Kaba Badji       | 12              | 8,03     | x        | 8,02     | 8,16     | 8,03     | 7,92     | 8,16   |      |
| 7       | Luis Felipe Méliz      | 7               | x        | 8,02     | x        | x        | 7,98     | 8,07     | 8,07   |      |
| 8       | Roman Novotný          | 2               | 7,87     | 7,75     | 8,00     | x        | 7,82     | 7,94     | 8,00   |      |
| 9       | Gable Garenamotse      | 4               | x        | 7,85     | -        |          |          |          | 7,85   |      |
| 10      | Greg Rutherford        | 10              | x        | 5,20     | 7,84     |          |          |          | 7,84   |      |
| 11      | Hussain Taher Al-Sabee | 3               | 7,80     | x        | x        |          |          |          | 7,80   |      |
| N.C.    | Loúis Tsátoumas        | 1               | x        | x        | x        |          |          |          | N.M.   |      |